# Homenet de colzada
Els homenets de colzada (o homes de la colzada) i les donetes de colzada són uns éssers mitològics propis de Mallorca i Menorca, que deuen el seu nom al fet que mesuren un colze (uns 30-40 cm). Són éssers imaginaris que figuren en les rondalles populars i que tenen per característica una gran laboriositat. Duen barba blanca, cabells llargs i igualment blancs, vestits virolats de seda i, a diferència d'altres éssers diminuts, no porten gorra.
Són d'un lloc que es troba sota terra, d'on surten per mitjà dels pous i les coves. També apareixen com per art de màgia quan hom els crida. Sempre van en grup, no apareixeran mai sols. Són treballadors i fan feines impossibles per als humans. Quan les han fet, els humans els han de pagar honestament, i llavors se’n tornen contents cap als seus dominis subterranis.